# 東広島市立竹仁小学校
東広島市立竹仁小学校（ひがしひろしましりつ たけにしょうがっこう）は、かつて広島県東広島市福富町下竹仁にあった市立小学校。

## 概要
東広島市の北部にあった。竹仁小学校は小規模特認校に指定されており、市内在住の希望する保護者の児童は､学区外から入学・転入学することができた。
2021年3月28日に閉校式が行われた。
同じ福富町の久芳小学校と統合され、福富小学校となったために閉校となった。

## 沿革
- 1873年3月 - 学制施行に基づき進道館として開校。
- 1877年5月 - 竹仁小学校と改称。
- 1891年5月 - 竹仁尋常小学校と改称。
- 1930年10月 - 校歌制定。
- 1941年4月 - 竹仁国民学校と改称。
- 1948年4月 - 竹仁村立竹仁小学校と改称。
- 1948年5月 - 現在地に移転。
- 1955年7月 - 福富町立竹仁小学校と改称。
- 1974年12月 - 屋内運動場落成。
- 1986年3月 - 新校舎落成。
- 2005年2月 - 町合併により東広島市立竹仁小学校と改称。
- 2006年6月 - 新プール完成。
- 2021年3月28日 - 東広島市立久芳小学校と統合し、東広島市立福富小学校となったために閉校。

## 学校行事
- 4月 - 入学式、遠足
- 5月 - 小中合同運動会、修学旅行
- 11月 - 学習発表会
- 2月 - 校内持久走大会
- 3月 - 卒業式

## 通学区域
- 東広島市
  - 福富町上竹仁
  - 福富町下竹仁

## 進学先中学校
- 東広島市立福富中学校

## 周辺
- 福富ダム